# Atletiek op de Paralympische Zomerspelen 2024 - 400 m vrouwen T54
De 400 meter voor vrouwen klasse T54 op de Paralympische Zomerspelen 2024 vond plaats op 5 september in het Stade de France. Deze klasse is voor atletes met onderbreking van de zenuwen in de lagere delen van de rug, zonder beenfunctie, maar met een bijna volledige armfunctie en een redelijke tot normale rompfunctie. De winares van 2020 was Manuela Schär uit Zwitserland. Zij werd opgevolgd door Léa Bayekula uit België, Manuela Schär behaalde het zilver en Zhou Zhaoqian uit China won de bronzen medaille.

## Records
Voorafgaand aan het toernooi waren dit het wereldrecord en het Paralympisch record.
| Wereldrecord        | België Léa Bayekula       | 50.91 | Parijs | 14 juni 2024      |
| Paralympisch record | Canada Chantal Petitclerc | 51.91 | Athene | 25 september 2004 |

## Series
De eerste drie van beide series kwalificeerden zich direct voor de finale. Van de overgebleven atletes kwalificeerden bovendien de twee snelsten zich voor de finale.

#### Serie 1
| Rang | Baan | Naam                               | Naam | Tijd  | Bijz. |
| ---- | ---- | ---------------------------------- | ---- | ----- | ----- |
| 1    | 4    | Manuela Schär                      | SUI  | 53.69 | Q     |
| 2    | 3    | Zhou Zhaoqian                      | CHN  | 53.73 | Q, SB |
| 3    | 8    | Tatyana McFadden                   | USA  | 54.01 | Q     |
| 4    | 5    | Amanda Kotaja                      | FIN  | 54.28 | q     |
| 5    | 6    | Jéssica Gabrieli Soares Giacomelli | BRA  | 56.29 |       |
| 6    | 7    | Alexandra Helbling                 | SUI  | 57.26 |       |

### Serie 2
| Rang | Baan | Naam             | Naam | Tijd    | Bijz. |
| ---- | ---- | ---------------- | ---- | ------- | ----- |
| 1    | 7    | Lea Bayekula     | BEL  | 52.25   | Q     |
| 2    | 4    | Hannah Dederick  | USA  | 54.62   | Q     |
| 3    | 5    | Melanie Woods    | GBR  | 55.47   | Q     |
| 4    | 8    | Tian Yajuan      | CHN  | 55.72   | q     |
| 5    | 9    | Noemi Alphonse   | MRI  | 56.04   |       |
| 6    | 6    | Licia Mussinelli | SUI  | 57.96   |       |
| 7    | 3    | Hannah Babalola  | NGR  | 1:01.37 |       |

## Finale
| Rang   | Baan | Naam             | Naam | Tijd  | Bijz.    |
| ------ | ---- | ---------------- | ---- | ----- | -------- |
| Goud   | 5    | Lea Bayekula     | BEL  | 53.05 |          |
| Zilver | 6    | Manuela Schär    | SUI  | 53.14 |          |
| Brons  | 8    | Zhou Zhaoqian    | CHN  | 54.01 |          |
| 4      | 7    | Hannah Dederick  | USA  | 54.68 |          |
| 5      | 3    | Amanda Kotaja    | FIN  | 54.89 |          |
| 6      | 9    | Melanie Woods    | GBR  | 55.39 |          |
| 7      | 2    | Tian Yajuan      | CHN  | 55.55 |          |
| —      | 4    | Tatyana McFadden | USA  | DSQ   | R18.2(c) |